# Rio da Fartura
Rio da Fartura är ett vattendrag i Brasilien.   Det ligger i delstaten Paraná, i den södra delen av landet, 900 km söder om huvudstaden Brasília.
Omgivningarna runt Rio da Fartura är en mosaik av jordbruksmark och naturlig växtlighet. Runt Rio da Fartura är det ganska glesbefolkat, med 25 invånare per kvadratkilometer.